# Angelboskap

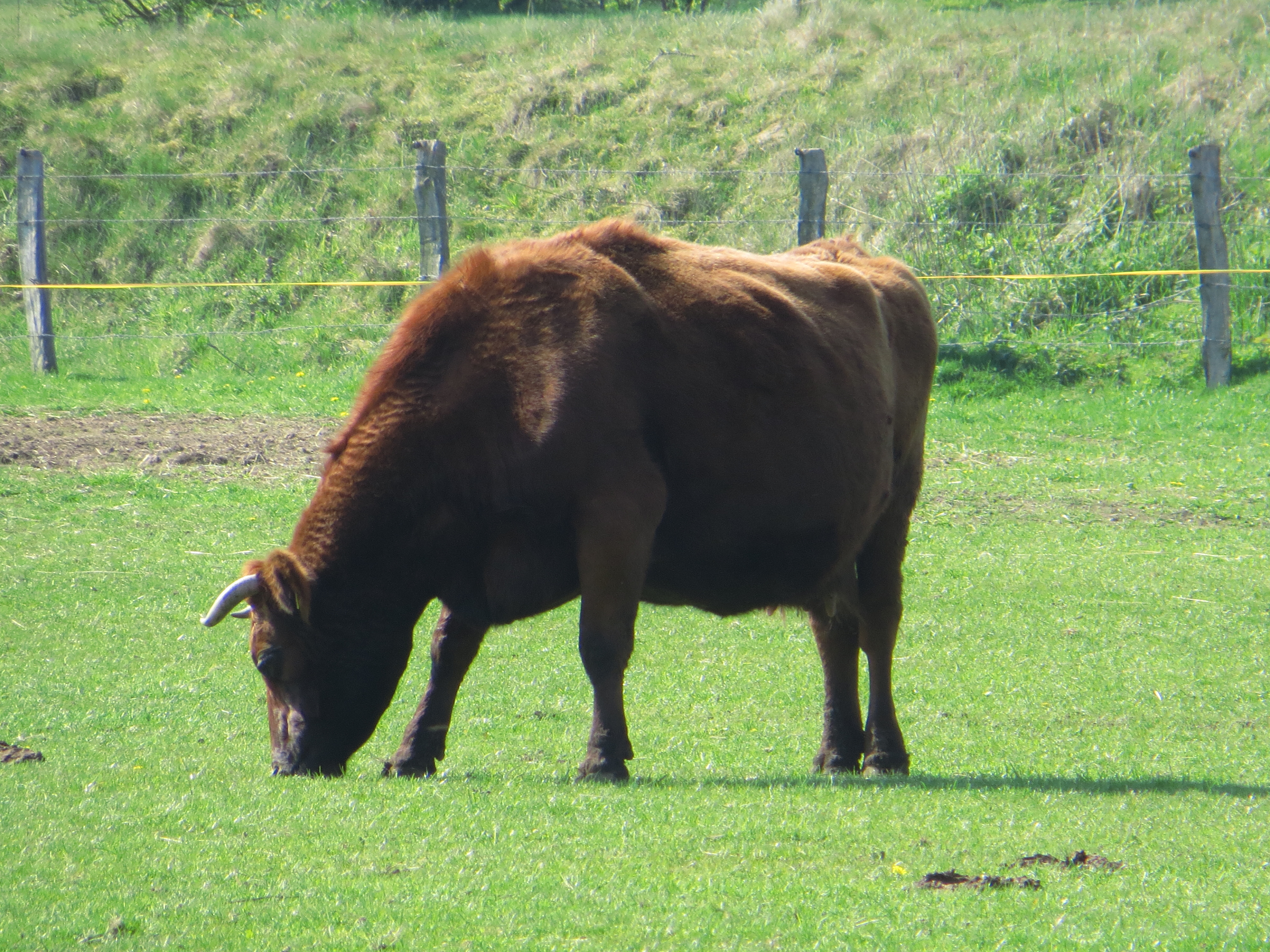
Ko av Angelras.

Angelboskap är en nötkreatursras som ursprungligen kommer från Angeln i Schleswig i Schleswig-Holstein, där den först framavlades under 1600-talet. Angelboskapen är röd i färgen och gav upphov till Rød dansk mælkerace. Rasen är känd för hög mjölkfettnivå. Angelkor producerar i genomsnitt 7 570 kg mjölk med en fetthalt på 4,81 %, vilket kan jämföras med Amerikansk Holstein som producerar ett genomsnitt av 7 890 kg mjölk med en fetthalt på 3,6 %.